# Dänische Badmintonmeisterschaft 1986
Die Dänische Badmintonmeisterschaft 1986 fand in Kerteminde statt. Es war die 56. Austragung der nationalen Titelkämpfe im Badminton in Dänemark.

## Titelträger
| Disziplin    | Sieger                                                          |
| ------------ | --------------------------------------------------------------- |
| Herreneinzel | Ib Frederiksen, Gentofte BK                                     |
| Dameneinzel  | Kirsten Larsen, Gentofte BK                                     |
| Herrendoppel | Michael Kjeldsen, Gentofte BK Mark Christiansen, Triton Aalborg |
| Damendoppel  | Nettie Nielsen, Hvidovre BC Dorte Kjær, Greve Strands BK        |
| Mixed        | Steen Fladberg, Køge BK Gitte Paulsen, Triton Aalborg           |